# 伝説シリーズ
「伝説シリーズ」（でんせつシリーズ）は、西尾維新による日本のライトノベル。講談社ノベルス（講談社）より2012年4月から2018年3月まで刊行された。2022年10月時点でシリーズ累計部数は80万部を突破している。

## あらすじ
悲鳴伝
2012年10月25日午前7時32分。『大いなる悲鳴』によって、人類の3分の1が死滅する。感情のない少年・空々空は剣藤犬个と出会い、地球と戦う組織・地球撲滅軍に勧誘される。
悲痛伝
四国の島民が全て失踪する。謎究明のため空々は四国の香川に降り立つ。そこで魔法少女たちと出会い、戦う。
悲惨伝
四国から脱出しようと徳島県の大鳴門橋に向かうも黒衣の魔法少女・スペースにより阻止される。二手に分かれる空々と杵槻鋼矢。空々はその後、酒々井かんづめと地濃鑿に出会う。絶対平和リーグの徳島本部がある大歩危峡に向かう。吉野川の逆流の後、高知県に3人は向かう。
悲報伝
高知県の桂浜に到着した3人。そこで人造人間『悲恋』と出会う。チーム『スプリング』の一人『ベリファイ』と戦う。鋼矢と忘野阻は手を組み『デシメーション』と戦う。
悲業伝
悲録伝
悲亡伝
ロシアの組織『道徳啓蒙局』が全滅する。調査のため空々たち空挺部隊は各国の組織に調査に行く。
悲衛伝
宇宙に行った空々たち。そこで『月』と出会い惑星たちと交渉する。
悲球伝
宇宙に行った空々たちが音信不通になる。地球に残っていた杵槻鋼矢・悲恋・手袋鵬喜は救出のため奔走する。
悲終伝
空々は『地球』と最後の対話をする。

## 登場人物

### 主な登場人物
| 氏名           | 備考                                     |
| -------------- | ---------------------------------------- |
| 空々空         | 隊長『醜悪』                             |
| 氷上竝生       | 副隊長『焚き火』                         |
| 杵槻鋼矢       | 元魔法少女「パンプキン」                 |
| 手袋鵬喜       | 元魔法少女「ストローク」                 |
| 地濃鑿         | 元魔法少女「ジャイアントインパクト」     |
| 灯籠木四子     | 魔法少女「火」・元『白夜』「スパート」   |
| 虎杖浜なのか   | 魔法少女「風」・元『白夜』「スペース」   |
| 好藤覧         | 魔法少女「土」・元『白夜』「スクラップ」 |
| 酒々井かんづめ | 魔女                                     |
| 悲恋           | 人造人間                                 |

| 氏名         | 備考                                                |
| ------------ | --------------------------------------------------- |
| 左右左危     | 自明室室長。元・不明室室長                          |
| 酸ヶ湯原作   | 自明室副室長。 元・絶対平和リーグ魔法少女製造課課長 |
| 乗鞍ぺがさ   | 新人                                                |
| 馬車馬ゆに子 | 新人                                                |

| 名前         | コードネーム | ステッキ |
| ------------ | ------------ | -------- |
| 秘々木まばら | パトス       | 丁度     |
| 早岐すみか   | コラーゲン   | 模倣     |
| 登澱證       | メタファー   | 爆破     |
| 杵槻鋼矢     | パンプキン   | 自然体   |
| 手袋鵬喜     | ストローク   | 光線     |

| 名前               | コードネーム           | ステッキ |
| ------------------ | ---------------------- | -------- |
| 都度井浮世         | キスアンドクライ       | 情緒     |
| 白臼討議           | マゴットセラピー       | 治癒     |
| 魚鳥木つづり       | スピログラフ           | 無痛     |
| パドドゥ・ミュール | ゲストハウス           | 無傷     |
| 地濃鑿             | ジャイアントインパクト | 蘇生     |

| 名前       | コードネーム   | ステッキ |
| ---------- | -------------- | -------- |
| 忘野塞     | アスファルト   | 伝令     |
| 鈴賀井縁度 | ベリファイ     | 砂       |
| 花綵まなこ | フローズン     | 融解     |
| 矢庭ゆべし | ベリーロール   | 摩擦     |
| 禾幟       | デシメーション | 振動     |

| 名前       | コードネーム         | ステッキ |
| ---------- | -------------------- | -------- |
| 忘野阻     | クリーンナップ       | 透過     |
| 五里恤     | ロビー               | 絶命     |
| 品切しめす | カーテンレール       | 反射     |
| 品切ころも | カーテンコール       | 切断     |
| 竿沢芸来   | ワイヤーストリッパー | 消滅     |

| 名前         | コードネーム | ステッキ | 備考       |
| ------------ | ------------ | -------- | ---------- |
| 灯籠木四子   | スパート     | 業火     | 空挺部隊へ |
| 国際ハスミ   | シャトル     | 洪水     |            |
| 虎杖浜なのか | スペース     | 強風     | 空挺部隊へ |
| 好藤覧       | スクラップ   | 土石流   | 空挺部隊へ |
| 誉田統子     | スタンバイ   | 森林破壊 |            |

### 主要人物
空々空（そらから・くう）
本作の主人公。地球撲滅軍空挺部隊隊長。元第九機動室室長。コードネーム『醜悪』。
武力:5  行動力:10  知力:4  勘:8  経験値:6  対人能力:2  信頼:1  生命力:10  良心:1 運:1 
13歳→14歳。四国ゲーム終了後に誕生日を迎えた。身長160cm。体重58kg。
主な武器は透過スーツ「グロテスク」、剣藤の形見「破壊丸」、瀬伐井から奪った「切断王」。「破壊丸」と「切断王」は四国ゲーム中に破壊された。
感情を持たず、何事にも感動出来ず、動揺出来ない。周囲にはそのことを隠すために感情のある演技をしている。歴代の相棒や仲間がことごとく何らかの不幸に逢い死亡しており、そのことから「敵よりも仲間を多く殺す戦士」と揶揄されている。義務教育を途中までしか受けていないが、国文学を専攻していた父の影響で漢字に限り語彙は豊富。矯正された右利きである。
大いなる悲鳴の後に、花屋の紹介で飢皿木鰻によるカウンセリングを受けるも、そこで感情を持たないがゆえの、『地球陣を見分ける能力』（厳密には地球陣を見ても頭が壊れない能力）を持つ「英雄」としての可能性を見出され、地球撲滅軍へスカウトされる。
『悲鳴伝』での活躍後、地球撲滅軍に戻り地球撲滅軍の第九機動室室長に就任している（経緯不明）。四国ゲームに参加し、現地の魔法少女達と協力し、これをクリア。究極魔法の継承者となる。
世界編では第九機動室が解体され、新たに編成された「空挺部隊」の隊長となる。左右左危の依頼を受け、各国に隊員を派遣、自身も虎杖浜なのかと共にアメリカへ向かう。アメリカでの内偵を終えた後、各国の隊員の援護へ向かう。その後、ロシアにて左と合流。人工衛星「悲衛」に乗り込み、宇宙へと飛び立つ。「悲衛」にて魔法と科学の融合実験の日々を送る中、バニーガールの格好をした「月」ブルームと出会い、地球との和平のため、ブルームの手引きで秘密裏に各惑星との交渉に望むことになる。交渉過程で灯籠木四子と付き合うふりをすることとなる。『悲球伝』では消息不明となる。『悲球伝』予告で月に着陸していることが判明。
剣藤犬个（けんどう けんか）
伝説シリーズ第1巻「悲鳴伝」におけるヒロイン。地球撲滅軍第九機動室隊員。空々空の世話係。コードネーム「寸刻み」。振動刀「破壊丸」を操る。『狼ちゃん』（左在存）を飼っている。うどんを麺から打てる。牡蠣垣に空々の世話係りを命じられ同棲する。空々との関係に嫉妬した花屋から抹殺指令が下され、地球撲滅軍に命を狙われる。『絶対平和リーグ』へ亡命を試みるが、逃走中に花屋に刺されそうになる空々を庇い、致命傷を負う。その後、空々に自分を殺してほしいと頼み、帰らぬ人となる。「悲痛伝」以降は主に「あの人」と呼ばれ、空々の心を動かしたかもしれない唯一の人間とみなされている。『悲球伝』では人格を人造人間『悲恋』にプログラムされている。
地球（ちきゅう）
人類の宿敵。2012年10月25日午前7時32分、『大いなる悲鳴』により人類の3分の1を絶命させた。人類が文明を得て以来、人類とずっと:戦い続けている。概ね人類が有利に戦いを進めていたが『大いなる悲鳴』で一気に引っ繰り返した。普通の人間に擬態した『地球陣』を作り出し世界中に送り出している。他にも『小さき悲鳴』と呼ばれる半径数十メートルの中で一度に十人、二十人くらいを殺せるだけの『悲鳴』を数年に1回出していた。『悲鳴伝』第6話に4歳児くらいの姿で登場。空々に話しかけ次の『大いなる悲鳴』は丁度1年後だと告げる。『悲衛伝』第14話に再び登場。『小さき悲鳴』で「太陽」「水星」「金星」「木星」「土星」「天王星」「冥王星」「月」を殺害した。
地球陣（ちきゅうじん）
人間に擬態し人間社会に紛れ込んでいる怪人。『地球』が作り出しており、スコープで人類と見分けることが出来るが、見た者は美しさのあまり目が潰れ精神に変調を来す。地球陣が人間社会に紛れているのに人類の一部が気づいたのはおよそ50年前。10年前に事故のような形で最初の一匹を殺し、そして4年前に確実に特定して「蒟蒻」によって殺された。『悲鳴伝』では会社員：淀理川美土里と幼稚園児たちとして登場。この幼稚園児は次なる『大いなる悲鳴』のスイッチであった。
杵槻鋼矢（きねつき・こうや）　
魔法少女「パンプキン」固有魔法「自然体」→「ビーム砲」元絶対平和リーグ、チーム「サマー」。空挺部隊所属。
武力:4  行動力:9  知力:7  勘:8  経験値:8  対人能力:8  信頼:6  生命力:9  良心:3  運:2 
外見は高校生位の少女。空々よりも背が高い。他の魔法少女よりも飛行速度や技術に優れている。『悲痛伝』第7話から登場。剣藤犬个亡き後の伝説シリーズの実質的なヒロイン。空々が料理に精神ブロック剤を入れようとしたところを止め、コラーゲンへの対抗手段として空々に同盟を申し込む。『悲惨伝』では空々共に地濃鑿と待ち合わせをしていた焼山寺に向かう。固有魔法「自然体」はなにをしていても自然に見えるという地味な魔法。空々の提案で一時四国からの脱出を決意し、そのために大鳴門橋に向かう。しかし、その途中で「スペース」に対敵、通せんぼをされる。空々の提案と計略でスペースから逃走。この時空々とはぐれ、以後単身での四国脱出を決意。一旦中学校に戻り、手袋のコスチュームとマルチステッキを回収、そこから移動する際に吉野川が逆流しているのを目撃。それを引き起こした「シャトル」をビーム砲で殺害した。『悲報伝』では、コスチュームを脱ぎ、空々の恋風号を使い、愛媛県へ移動。そこで一般人の生き残りを装い、チーム『オータム』のリーダーである忘野阻に接触。半ば脅迫に近い形で自分を『オータム』に加入させる。その直後襲撃してきたチーム『スプリング』の魔法少女デシメーションを忘野と共に撃破し、『オータム』の拠点に向かい、『オータム』のメンバーと自己紹介を済ませる。その後、『スプリング』への総攻撃とメンバー同士でのコスチューム及びマルチステッキのシャッフルを提案。鋼矢自身も高知県に向かう。『スプリング』の拠点で忘野をかばい、一時落命するも地濃の手により生き返り、空々と再会し、以後行動を共にする。『悲録伝』において、合流した一行をまとめるため、空々をリーダーに推挙し、自分は副将となって空々を支えることを決意する。
『悲亡伝』では空々の命により、手袋鵬喜と共に中国へ向かうが、交渉に失敗しそこで生死をさまようことになる。『悲衛伝』では中国でのダメージ回復のため入院。そのため宇宙に行かず地球に居残る。空々の惑星の対談のためのアドバイスをする。『悲球伝』では空々救出のため救助船『リーダーシップ』に乗り込む。そこで人造人間『悲恋』と共に宇宙船造設のため、ドイツ人の天才とイタリア人の天才を探す。その途中、天才料理人ドルチェと出会う。
地濃鑿（ちのう・のみ）
魔法少女「ジャイアントインパクト」固有魔法「不死」元絶対平和リーグ、チーム「ウィンター」。空挺部隊所属。
武力:3 行動力:5 知力:1 勘:8 経験値:5 対人能力:1 信頼:1 生命力:10 良心:9 運:10 
高知県出身。元々はチーム「オータム」だった。空爆を偶然回避したりと'勘'がいい。ファッションセンスはいい。デパートの地下で空々とかんづめと出会う。空々の食べ物を奪う。焼山寺で鋼矢と会う予定だったが、黒衣の魔法少女に追われ待ち合わせ場所に行けず。チーム「ウィンター」の他のメンバーは全員死亡したと空々に伝える。空々に拘束される。空々と行動を共にすることになる。空々と偏屈岩を探す3。吉野川を逆流する鉄砲水に飲み込まれる。マルチステッキ『リビングデッド』は死んだ者を生き返らせるという魔法の中でも極めて強力な魔法。しかしあくまで生き返らせるだけであって怪我などは治らない。
『悲亡伝』では酒々井かんづめと共にフランスに向かう。『悲衛伝』では空々と共に宇宙に行く。『悲球伝』予告・『悲終伝』ではナース服を来て惑星たちの生命維持に務める。
手袋鵬喜（てぶくろ・ほうき）
魔法少女「ストローク」固有魔法「ビーム砲」→「写し取り」元絶対平和リーグ、チーム「サマー」空挺部隊所属。
武力:2 行動力:3 知力:3 勘:2 経験値:2 対人能力:3 信頼:3 生命力:8 良心:5 運:1 
空々が3番目に会った魔法少女。空々が秘々木まばらを殺したと誤解する。ビーム砲で空々を攻撃するも、空々に捕われる。その後ストロークを殺害し逃亡。吉野川の逆流を目撃する。
『悲業伝』第1話から第3話ではヒロインとなる。チームメイトが次々と死亡したあと、面識がある地濃鑿を探している最中に左右左危と氷上竝生に出会う。
『悲亡伝』では鋼矢とともに中国に向かうが交渉に失敗し満身創痍となる。『悲衛伝』では宇宙に行かず地球に残る。『悲球伝』では空々たち救出のため『人間王国』に向かう。『人間王』に面会し、『月』からの救難信号を受け取ったことを聞くことに成功する。『人間王』から火星の石を受け取り火山の噴火によって空々と通信する。
中学生の時に登澱證からスカウトされて魔法少女になった。この時、地球撲滅軍の剣藤犬个と牡蠣垣閂からもスカウトを受けている。
左右左危（ひだり うさぎ）
自明室室長。元・不明室室長。
武力:5　行動力:8　知力:10　勘:5　経験値:9　対人能力:7　信頼:1　生命力:5　良心:1　運:5 
30代前半で、整ったプロポーションをしている。左在存の実母にして飢皿木鰻の元妻。「悲恋」「悲衛」の開発者。地球撲滅軍最高の頭脳と言われるほどの天才的科学者であると同時に、実の娘を非人道的な実験の実験台にするマッドサイエンティスト。性格は最悪そのもので、あまりの人望の無さから部下全員に裏切られ、不明室が解体されるまでに至った。『悲鳴伝』では名前でのみ登場。『悲痛伝』、『悲惨伝』では四国住民失踪事件で四国を沈めるために投入される新兵器の開発に携わっていたが、事件が地球からの攻撃であるという軍の見解に疑問を持ち、投入に反対していたため、部下にクーデターを起こされる。
酒々井かんづめ（しすい・かんづめ）
「魔女」固有魔法「予知」空挺部隊所属。
武力:1 行動力:1 知力:9 勘:10 経験値:10 対人能力:2 信頼:7 生命力:7 良心:3 運:5 
空々が空から落ちてきた先の民家で出会う。空々と行動を共にする。吉野川を逆流する鉄砲水に飲み込まれる。
正体はかつて『地球陣』と戦っていた『火星陣』。『魔法』とは火星が地球を滅ぼすための武器だった。地球に敗れたあとは転生を繰り返し幼女姿になっている。『先見性』で少し先の未来を予測できる。
『悲亡伝』では地濃鑿と組み、フランスに向かう。『悲衛伝』では途中から空々の惑星の説得に協力する。

### 地球撲滅軍

#### 空挺部隊
氷上竝生（ひがみなみうみ）
空挺部隊副隊長。元第九機動室隊員。空々空の秘書兼、世話係。コードネーム『焚き火』。
武力:9 行動力:7 知力:7 勘:7 経験値:7 対人能力:7 信頼:9 生命力:7 良心:7 運:7
『悲痛伝』にて空々の部下となる。弟の氷上法被と同じく、左右左危博士によって「炎血」を手に入れている。しかし、弟に比べるとその威力は落ちる。その代わり、「炎血」の発火を抑え、低音を維持することで「氷血」という冷たい炎も操る。四国ゲームにおいて、左博士に促される形で魔法少女のコスチュームを嫌々着ることになる。しかし、その後も、救助船「リーダーシップ」から脱出するときや、人工衛星「悲衛」の中での魔法と科学の融合実験など着る機会が多くなり、「悲終伝」では公式で気に入ってコスチュームを着ていることにされた。好藤覧からは「変態のねーちゃん」と呼ばれている。
悲恋（ひれん）
人造人間。
武力:10 行動力:10 知力:1 勘:1 経験値:10 対人能力:6 信頼:8 生命力:1 良心:1 運:5 
『新兵器』。空々が四国の謎を解決出来なかった場合一週間に四国を沈めることになっていた。七つのステップを踏みで発動する予定だったが、工程をすっ飛ばしてステップ3で発動し四国に向かう。平泳ぎで桂浜に上陸し、そこに偶然居合わせた空々の指揮下に入る。その後、「春秋戦争」で、魔法少女「ワイヤーストリッパー」(竿沢芸来)の不意打ちから空々空を守ったり、魔法少女「フローズン」(花綵まなこ)の上半身を潰したりと圧倒的な戦力を見せつける。「悲録伝」で四国を破壊する爆弾だと言うことが明かされる。しかし、爆発する直前、魔法少女「スペース」(虎杖浜なのか)の酸素操作と魔法少女「スパート」(灯籠木四子)の火炎操作によって爆発を最小限に抑えられる。「悲亡伝」では、花屋瀟の人格をインストールして救助船「リーダーシップ」にて潜入捜査を行う。「悲球伝」では空挺部隊のメンバーを救出するために、杵槻鋼矢とともに「リーダーシップ」内で救助作戦を行った。「悲終伝」においては空々空と花屋瀟、剣藤犬个として最後の対面をする。
灯籠木四子（とうろぎ・よんこ）
魔法少女「スパート」固有魔法「火」元絶対平和リーグ、チーム『白夜』リーダー。
武力:10 行動力:1 知力:5 勘:2 経験値:7 対人能力:3 信頼:3 生命力:5 良心:2 運:2 
『悲亡伝』では好藤覧と共にイギリスに向かう。『悲衛伝』では空々の惑星たちの交渉に協力する。その際、四国で『地球』から『大いなる悲鳴』の予告を受けたことを告白する。また交渉のため空々と付き合うふりをすることになる。『悲終伝』では自身のコスチュームが破れてしまい落ち込む。その後はスウェットで過ごす。
虎杖浜なのか（こじょうはま・なのか）
魔法少女「スペース」固有魔法「風」元絶対平和リーグ、チーム『白夜』。
武力:10 行動力:3 知力:5 勘:3 経験値:7 対人能力:8 信頼:7 生命力:5 良心:3 運:2 
空々が初めて会ったチーム『白夜』のメンバー。徳島県の大鳴門橋で出会い、四国から脱出しようとした空々と鋼矢を通せんぼする。その後愛媛県の松山市にある絶対平和リーグ総本部跡に向かう。『悲報伝』で再び鋼矢と会い情報を渡す。
『悲亡伝』では空々と共にアメリカに向かう。自身が飛行出来るにもかかわらず飛行機が苦手。『悲衛伝』で宇宙船に乗るもやはり苦手でフラフラになる。
好藤覧（すいとう・らん）
魔法少女「スクラップ」固有魔法「土」元絶対平和リーグチーム『白夜』。
武力:10 行動力:4 知力:5 勘:2 経験値:7 対人能力:7 信頼:4 生命力:5 良心:4 運:2 
『悲報伝』にて空々の戦いを見ていた。空々に春秋戦争を終わらせるように頼む。『悲亡伝』では灯籠木四子と共にイギリスに向かう。『悲終伝』では月を動かす。

#### 第九機動室
牡蠣垣閂（かきがき かんぬき）
前・地球撲滅軍第九機動室室長。コードネーム「茶飲み話」
空々に入隊を懇願する。「悲鳴伝」後に空々に失脚。地球撲滅軍に始末されていたが道徳啓蒙局の魔法によって生き返りその後、人間王国に渡る。
花屋瀟（はなや しょう）
14歳。地球撲滅軍第九機動室副室長。空々空の「親友」。コードネーム「蒟蒻」。刀身の見えない剣を使って戦う。名前は不明。本人いわく、「センスのある名前」らしい。空々空を唯一の心の支えとしている。空々空を自分だけのものにするため、無理を通して剣藤犬个を始末しろという超Ａ級の任務を出した。13歳の頃は自己評価がすさまじく低く、その結果一人となることが多くなった。虎杖浜なのかと繋がりがあった。かつて、空々空と同じチームで野球をしていた。
氷上法被（ひがみ　はっぴ）
コードネーム「火達磨」武器は自らの身体に流れる「炎血」。氷上竝生の弟。マンションから脱走した空々空を追跡する。その際、左在存の頭部を焼いた。空々空に精神ブロック剤を口移しで飲まされ、プラシーボ効果により弱体化。そこを空々空のキックで蹴られ、マンホールの底に落ちる。その後の行方は不明。
瀬伐井鉈美（せきれい なたみ）
コードネーム「恋愛相談」武器はオートホーミング機能付きの斧「切断王」。剣藤犬个とは仲が悪かったらしい。血が好きらしい。剣藤犬个を嬲り殺そうとしたところ、空々空に後ろから「切断王」で斬られる。四国ゲームの際に空々空に名前を借りられた。
了城娯也（りょうじょう ごや）
第九機動室専属運転手。コードネーム『脇見運転』。地球撲滅軍から『刑車両』を支給されている。詳細不明。剣藤犬个によると「追いつかれたら終わり」らしい。

#### 自明室（旧不明室）
酸ヶ湯原作（すかゆ・げんさく）
自明室副室長。元・絶対平和リーグ、魔法少女製造課課長。
武力:5　行動力:8　知力:10　勘:5　経験値:9　対人能力:9　信頼:8　生命力:5　良心:3　運:5 
乗鞍ぺがさ（のりくら・ぺがさ）
新人。
武力:5 行動力:5  知力:5  勘:5  経験値:3  対人能力:4  信頼:1  生命力:1  良心:1  運:3 
馬車馬ゆに子（ばしゃうま・ゆにこ）
新人。
武力:5 行動力:5  知力:5  勘:5  経験値:3  対人能力:4  信頼:1  生命力:1  良心:1  運:3 
左在存（ひだり ざいぞん）
左右左危の娘。『狼ちゃん』

#### 関係者
飢皿木鰻（きさらぎ・うなぎ）
飢皿木診療所所長。左右左危の元夫。

### 絶対平和リーグ

#### チーム『サマー』
香川本部の魔法少女。
登澱證（のぼりおり・しょう）
魔法少女「メタファー」固有魔法「爆破」
空々が最初に出会った魔法少女。13歳。讃岐っ子。剣藤犬个のことを知っていた。リーグのエースの一人。空々に四国ゲームのルールと魔法少女のコスチュームのことを教える。同い年なら男子より女子のほうが上に決まってると思ってる。香川県で空々をうどん屋に連れていき、足で麺を打ってうどんを食べさせる。内心を表すことのない空々に「うまい！」と言わせる。空々との会話中に爆死。空々は彼女のコスチュームを着ることになる。
手袋鵬喜を絶対平和リーグにスカウトをしたのは彼女である。
秘々木まばら（ひびき・まばら）
魔法少女「パトス」固有魔法「丁度」
チームリーダー。14歳。空々が2番目に会った魔法少女。空々の『破壊丸』を破壊する。空々が登澱證を倒したと誤解し、生け捕りにする。ガラスを空々に一晩中投げ続ける。自身のマルチステッキを胸に突き刺され死亡。空々は彼女の書いたルールブックを手に入れる。
早岐すみか（はいき・すみか）　
魔法少女「コラーゲン」固有魔法「写し取り」
仲間殺しをするタイプ。相手の魔法をコピーして使うことが出来るが魔法を使えない相手には弱い。登澱證を殺害。秘々木まばらも殺害。手袋に絞殺される。
杵槻鋼矢（きねつき・こうや）　
魔法少女「パンプキン」固有魔法「自然体」
詳細は《主要人物》参照
手袋鵬喜（てぶくろ・ほうき）
魔法少女「ストローク」固有魔法「ビーム砲」
詳細は《主要人物》参照

#### チーム『スプリング』
高知本部の魔法少女。
忘野塞（わすれの・ふさぎ）
魔法少女「アスファルト」固有魔法「伝令」
チームリーダー。
鈴賀井縁度（すずがい・えんど）
魔法少女「ベリファイ」固有魔法「砂」
『悲報伝』にて流砂や砂像犬で空々たちと戦う。人造人間『悲恋』に胸元を背中から手で突き刺され死亡。
花綵まなこ（はなづな・まなこ）
魔法少女「フローズン」固有魔法「融解」
矢庭ゆべし（やにわ・ゆべし）
魔法少女「ベリーロール」固有魔法「摩擦」
禾幟（のぎ・のぼり）
魔法少女「デシメーション」固有魔法「振動」
『悲報伝』にてアーケードとビルを破壊する。鋼矢に太ももをナイフで刺される。仲間に迷惑をかけることを恐れ自殺。

#### チーム『オータム』
愛媛本部の魔法少女。格式を重んじる伝統派。春秋戦争により全滅。
忘野阻（わすれの・はばみ）　
魔法少女「クリーンナップ」固有魔法「透過」
チームリーダー。『悲報伝』にて行き倒れのふりをしていた鋼矢と出会う。
五里恤（ごり・じゅつ）
魔法少女「ロビー」固有魔法「絶命」
品切しめす（しなぎり・しめす）
魔法少女「カーテンレール」固有魔法「反射」
品切ころも（しなぎり・ころも）
魔法少女「カーテンコール」固有魔法「切断」
竿沢芸来（さおざわ・げいらい）
魔法少女「ワイヤーストリッパー」固有魔法「消滅」
悲恋に顔面を叩き潰され死亡。

#### チーム『ウインター』
徳島本部の魔法少女。
都度井浮世（つどい・うきよ）
魔法少女「キスアンドクライ」固有魔法「情緒」
チームリーダー。四国ゲーム開始直後に爆死。
白臼討議（しろうす・とうぎ）
魔法少女「マゴットセラピー」固有魔法「治癒」
四国ゲーム開始直後に爆死。
魚鳥木つづり（ぎょちょうもく・つづり）
魔法少女「スピログラフ」固有魔法「無痛」
四国ゲーム開始直後に爆死。
パドドゥ・ミュール
魔法少女「ゲストハウス」固有魔法「無傷」。
四国ゲーム開始直後に爆死しており、名前だけの登場。実は《道徳啓蒙局》からの交換留学生で、《道徳啓蒙局》に魔法の技術を横流ししていた。
地濃鑿（ちのう・のみ）
魔法少女「ジャイアントインパクト」固有魔法「不死」
詳細は《主要人物》参照

#### 四国ゲーム管理者
血識零余子（ちしき・むかご）
魔法少女「キャメルスピン」
無人島の地下施設に在住。ミイラ姿になっていた。地濃鑿の『リビングデッド』によって蘇生。自身の能力によりロングヘアーの見目麗しいティーンエージャーの姿となる。四国の異変が起きたのを外部に隠せているのも同じ『幻覚』の能力による。絶対平和リーグの事実上のトップ。空々たちが会った時にはもう自力での生存が不可能なほど弱っていた。正体は魔女の上位である『魔人』になりかけたもの（魔人名：キャルリスピニュール）。八十八の魔法を集めてたったひとつの究極魔法をつくる儀式『四国ゲーム』を開催した。『魔人』作りの後継を空々に託し500年の生涯を終えた。
酸ヶ湯原作（すかゆ・げんさく）
魔法少女製造課課長。詳細は《自明室》参照。

##### チーム『白夜』
黒衣の魔法少女。四国ゲームの管理側であり、原初の魔法を操る最強のチーム。
灯籠木四子（とうろぎ・よんこ）
魔法少女「スパート」固有魔法「火」
チームリーダー。詳細は《空挺部隊》参照
国際ハスミ（くにぎわ・はすみ）
魔法少女「シャトル」固有魔法「水」
吉野川を逆流する鉄砲水を起こす。背後から鋼矢にビーム砲で撃たれ死亡。
虎杖浜なのか（こじょうはま・なのか）
魔法少女「スペース」固有魔法「風」
詳細は《空挺部隊》参照
好藤覧（すいとう・らん）
魔法少女「スクラップ」固有魔法「土」
詳細は《空挺部隊》参照
誉田統子（ほんだ・とうこ）
魔法少女「スタンバイ」固有魔法「木」
固有魔法が暴走し、植物に呑まれて死亡。『悲業伝』では手袋鵬喜に四国ゲームのルールを教える。

### 各国の対地球組織

#### 道徳啓蒙局
ロシアの対地球組織。何者かによって壊滅させられる。
トゥシューズ・ミュール
道徳啓蒙局唯一の生き残り。「諜報隊」隊員。パドドゥ・ミュールの姉。金髪でツインテール。パドドゥが横流しした技術によって作られた魔法少女のコスチュームを着ている。ロシアにて左と合流し、空挺部隊と共に「悲衛」に乗り込み、宇宙へと飛び立つ。

#### USAS
アメリカの対地球組織。強硬派。
ノーライフ
空々と虎杖浜を案内したエージェント。黒髪短髪の二十代半ばの女性。know lie if。

#### 宿命革命団
フランスの対地球組織。

#### 永久紳士同盟
イギリスの対地球組織。
キングスレイヤー
外部交渉部門最高責任者。風格のある大男。英国紳士。
アールグレイ・アッサム
灯籠木と好藤を迎えた、キングスレイヤーに仕えるエージェント。男装をしているが、女性。屋敷ではメイド姿。

#### 仙億組合
中国の対地球組織。

#### 人間王国
人間王
人間王国の国王。若い女性。小柄。『人間宮』にいる。手袋に「メランダ」と名付けられる。『悲亡伝』第13話から登場。入国希望者全員と面会している。一人称は「余」。面接した人間に点数をつける。『悲亡伝』では乗鞍ぺがさと馬車馬ゆに子を面接し80点をつけた。『悲球伝』では手袋鵬喜と面接。手袋に空々がどこにいるのか訊きにきたのかと問う。手袋に二点をつける。そして『月』から悲鳴のような救難信号を受け取ったことを述べ、そして実は自分は『地球』との戦争に敗れた『火星』であると告げる。そして手袋に受信装置を見せる。

#### 救助船「リーダーシップ」
ドルチェ・ウノールェ
料理の天才。14歳。「リーダーシップ」のキッチンで働いている。生き別れの兄を探している。
カルテ・ヌル
人格プログラムを書くおじいちゃん。医者。サイボーグ。地球をもうひとつ作ろうとしている。
カルツォネ・ウノールェ
奇人エンジニア。ドルチェの兄。『大いなる悲鳴』で死亡。救助船「リーダーシップ」 に人格をプログラムされている。

#### 星々
太陽
空々の名付けは『ドレース』。擬人化態は煌びやかなドレスを着た女性。
水星
空々の名付けは『メタール』。擬人化態は甲冑姿の幼年の女の子。
金星
空々の名付けは『ツートン』。擬人化態はジャージ姿の二十代半ばの女性。
地球
主要人物を参照。
月
空々の名付けは『ブルーム』。擬人化態はバニーガール姿の女性。「悲衛」内で空々に接触し、地球との停戦交渉のため、各星々との交渉の場を設けた。
火星
はるか昔に地球と戦争を行い、敗戦した。
木星
空々の名付けは『スピーン』。擬人化態はショートカットでボーダーシャツの小柄な少女。
土星
空々の名付けは『リングイーネ』。擬人化態は天使。
天王星
空々の名付けは『ブループ』。擬人化態は女学生の様な理知的な女性。常に横たわっている。
海王星
空々の名付けは『ウォー』。擬人化態は水着姿の女性。
冥王星
空々の名付けは『ノーヘル』。擬人化態は死神。

## 既刊一覧
- 西尾維新 「伝説シリーズ」 講談社〈講談社ノベルス〉、全10巻
  - 『悲鳴伝』2012年4月26日発売[167]、ISBN 978-4-06-182829-2
    - 「講談社文庫版」2022年10月14日発売[1]、ISBN 978-4-06-529422-2

  - 『悲痛伝』2013年2月27日発売[168]、ISBN 978-4-06-182855-1
    - 「講談社文庫版」2022年11月15日発売、ISBN 978-4-06-529606-6

  - 『悲惨伝』2013年6月27日発売[169]、ISBN 978-4-06-182879-7
    - 「講談社文庫版」2023年2月15日発売、ISBN 978-4-06-529617-2

  - 『悲報伝』2013年11月26日発売[170]、ISBN 978-4-06-182888-9
    - 「講談社文庫版」2023年5月16日発売、ISBN 978-4-06-529630-1

  - 『悲業伝』2014年7月3日発売[171]、ISBN 978-4-06-299017-2
    - 「講談社文庫版」2023年8月10日発売、ISBN 978-4-06-529844-2

  - 『悲録伝』2015年2月26日発売[172]、ISBN 978-4-06-299044-8
    - 「講談社文庫版」2023年11月15日発売、ISBN 978-4-06-533527-7

  - 『悲亡伝』2015年11月25日発売[173]、ISBN 978-4-06-299061-5
    - 「講談社文庫版」2024年2月15日発売、ISBN 978-4-06-529845-9

  - 『悲衛伝』2016年12月28日発売[174]、ISBN 978-4-06-299089-9
    - 「講談社文庫版」2024年5月15日発売、ISBN 978-4-06-529846-6

  - 『悲球伝』2018年2月28日発売[175]、ISBN 978-4-06-299113-1
    - 「講談社文庫版」2024年8月9日発売、ISBN 978-4-06-529847-3

  - 『悲終伝』2018年3月28日発売[176]、ISBN 978-4-06-299119-3
    - 「講談社文庫版」2024年11月15日発売、ISBN 978-4-06-529848-0